# بوبي ميتشيل (لاعب كرة قدم)
بوبي ميتشيل (بالإنجليزية: Bobby Mitchell)‏ (4 يناير 1955 - ) هو لاعب كرة قدم بريطاني في مركز الوسط. لعب مع بلاكبيرن روفرز ولينكولن سيتي أف سي.